# Respiración líquida
La respiración líquida es una técnica de respiración por la que un organismo que respira aire es capaz de abastecerse con un líquido con una gran proporción de oxígeno, que además permite un intercambio de CO2 (Un ejemplo de tal líquido sería un perfluorocarburo).
La familia de los perfluorocarburos incluye algunos compuestos con interés médico porque sirven para suministrar fármacos o incluso actuar como sustitutos de la sangre. En lo que respecta exclusivamente a la respiración, la capacidad de estos líquidos para transportar más oxígeno y dióxido de carbono que la sangre resulta alentadora.
A nivel teórico se predice que tendrá aplicaciones en el tratamiento de pacientes con severos trumatismos pulmonares o cardíacos (Especialmente en pediatría). También se ha propuesto aplicarlo al deporte de buceo en las incursiones de mayor profundidad, y hasta se ha dicho que podría usarse en los viajes al espacio.